# Kip Marta vodarica
Kip Marta vodarica je skulptura iz 19. stoljeća, koja se nalazi u središtu Gospića ispred katedrale i simbol je grada.
Kip žene na vrhu fontane, nazvan je „Marta“ prema prvoj ženi koja je došla natočiti vodu iz fontane. Skulptura je postavljena na visokom kamenom postamentu dekoriranom metalnim posudama u obliku školjke u koje voda dotječe kroz metalne vodorige lavljeg oblika. Fontana i skulptura postavljene su povodom puštanja u rada vodovoda u gradu Gospiću. Takve skulpture često su postavljane nakon izrade vodovoda u mnogim mjestima Austro-Ugarske. Kip Marte vodarice je uspjela, kvalitetno majstorski izrađena skulptura. 
Kip potječe s kraja 19. stoljeća. Predaja kaže da je vodarica Marta živjela u Gospiću i da je u vrijeme kuge, kolere i ostalih bolesti donosila vodu bolesnicima. Kip je težak između 180 i 200 kg, obnovljen je 2016. godine. Autor je nepoznat, jedno vrijeme autorstvo se pogrešno pripisavala Robertu Frangešu Mihanoviću. Kip je nestao 50.-ih godina 20. stoljeća, a kasnije je nađen i vraćen na staro mjesto.
Kip je smješten ispred Katedrale Navještenja Blažene Djevice Marije u Gospiću. 